# Senzační prázdniny
Senzační prázdniny (ve francouzském originále Les Grandes vacances) je francouzsko-italská komedie z roku 1967. Hlavní roli zde ztvárnil Louis de Funès.

## Děj
Charles Bosquier je ředitel prestižního gymnázia. Na konci roku jeden z jeho synů, Philippe, propadá z angličtiny, a tak ho pošle do Skotska k rodině Mac Farrellových. Na oplátku přijme na prázdniny jejich dceru Shirley, která se zde bude učit francouzsky. Philippe ovšem nemá ani nejmenší zájem letět někam do Skotska. Má již se svými přáteli domluvenou plavbu na lodi, a tak do Skotska posílá jednoho ze svých spolužáků, Michonneta, který bude předstírat, že je Philippe.
Zatím dorazí Mac Farrellova dcera Shirley. Jediné co jí zajímá je vymetání večírků a zábava. Bosquier jí nechá sledovat svým druhým synem Gérardem, a ti se při jednom ze svých výletů setkají v přístavu s Philippem a jeho kamarády, kteří se připravují k odplutí. Shirley projeví zájem plout s nimi, a ostatní souhlasí.
Mezitím ze Skotska přijde zpráva, že Bosquierův syn je nemocný, a ať se za ním jeho otec vydá. Zde Bosquier zjišťuje, že se nejedná o jeho syna, ale o žáka jménem Michonnet. Aby nevznikl skandál, pokračují dál ve lži. Když však Bosquier dorazí zpět do Francie a zjišťuje, že Shirley je někde na lodi na cestě bůhví kam, vydává se jí hledat, protože její otec brzo dorazí do Francie na návštěvu. Začíná strastiplná Bosquierova cesta plná komických situací. Z lodě spadne do řeky, odkud ho vyloví námořníci, kterým se nedopatřením podaří spálit jeho šaty. Poté se připlete do rvačky v putyce. Nakonec ale předá Shirley šťastně do rukou jejího otce.
Když však Shirley uteče s Philippem znovu, vydávají se do Skotska, aby se spolu vzali. Oba otcové se je letadlem i na koni snaží dostihnout, aby svatbu překazili, ale nakonec ji sami uspořádají.

## Obsazení
| Louis de Funès   | Charles Bosquier               |
| Claude Gensac    | Isabaelle, Charlesova manželka |
| Ferdy Mayne      | Mac Farrell                    |
| Martine Kelly    | Shirley Mac Farrell            |
| Olivier de Funès | Gérard Bosquier                |
| Maurice Risch    | Stéphane Michonnet             |
| François Leccia  | Philippe Bosquier              |